# Blære Kirke
Blære Kirke ligger i landsbyen Blære, ca. syv kilometer nord for Aars.
Kirkens skib og kor er opført i romansk stil i granitkvadre, mens tårnet er i gotisk stil. 27. februar 1869 blæste tårnet ned, hvorfor den øverste del af dette er ommuret og forsynet med en blyhat.
Der findes to middelalderlige gravsten i Blære Kirke. Den ene tjener nu som dørtærskel, mens den anden er hugget om til en kvader, der er muret ind i tårnmuren. Sidstnævnte er dekoreret med en menneskefigur, kors og tang.
Altertavlen stammer fra 1591 og i midtfeltet er en kopi af Thorvaldsens Kristusstatue fra Vor Frue Kirke i København. Døbefonten er i romansk stil, mens prædikestolen er fra ca. 1600.